# Endless Game
《Endless Game》是嵐的第41張單曲，於2013年5月29日發行，唱片公司為J Storm。

## 概要
- 此單曲和前作《Calling/Breathless》發行相隔約2個月。
- 《Endless Game》為成員櫻井翔所主演的富士電視台水十檔連續劇《家族遊戲》主題曲。
- 介紹指歌詞以生活的困難為主題，旋律節奏陰沈冷酷、是一首在現實和不現實之間交錯的不可思議歌曲[1]。
- 在第64回NHK紅白歌合戰以組曲形式演唱（Endless Game + Breathless）

## 收錄内容

### 通常盤
1. Endless Game
（作詞：100+、作曲：Chris Janey, Dyce Taylor、編曲：2H, Chris Janey）
2. Intergalactic
（作詞：Octobar、作曲：Stephan Elfgren, eltvo、編曲：Stephan Elfgren）
3. 黑白（モノクロ）
（作詞：みうらともかず、作曲：GK、編曲：GK, 佐々木博史）
4. Endless Game (Instrumental)
5. Intergalactic (Instrumental)
6. 黑白 (Instrumental)

### 初回生産限定盤
CD
1. Endless Game
2. Magic hour
（作詞：s-Tnk、作曲：HJ & Co., Ryumei Odagi、編曲：吉岡たく）
3. Magic hour (Instrumental)

DVD
1. Endless Game（Music Video）

## 外部連結
- J Storm（日語）